# Herzogenburg
Herzogenburg è un comune austriaco di 7 738 abitanti nel distretto di Sankt Pölten-Land, in Bassa Austria; ha lo status di città (Stadtgemeinde). Nel 1967 ha inglobato il comune soppresso di Ederding e nel 1971 quelli di Sankt Andrä an der Traisen e Gutenbrunn.